# RCW 78
RCW 78 est une nébuleuse en émission visible dans la constellation du Centaure.
Elle apparaît comme un nuage ellipsoïdal allongé du nord au sud, situé dans la partie méridionale de la constellation, immergé dans un champ stellaire riche de la Voie lactée australe. En raison de sa déclinaison très australe, elle n’est visible que depuis l’hémisphère sud et les régions tropicales de l’hémisphère nord. Dans l’hémisphère sud, elle est circumpolaire jusqu’aux latitudes subtropicales. La période d’observation optimale se situe entre mars et août.
Il s’agit d’une grande sphère d’hydrogène ionisé entourant l’étoile de Wolf-Rayet WR 55 (HD 117688), de magnitude apparente 10,41. La nébuleuse ne présente pas une structure en anneau bien définie, mais plutôt un aspect diffus et irrégulier. Elle est probablement formée par le puissant vent stellaire de son étoile centrale, qui a expulsé à plusieurs reprises ses couches externes. Des nébuleuses similaires en forme de coquille sont fréquentes autour des étoiles de Wolf-Rayet. Sa distance est estimée à environ 7 600 pc (∼24 800 al), ce qui la place dans une région lointaine de la Voie lactée par rapport au Soleil, le long du bras Écu-Croix.